# Christian Goldbach
Christian Goldbach (Königsberg, Poroszország, 1690. március 18. – Moszkva, 1764. november 20.) porosz matematikus.
A kelet-poroszországi Königsbergben (most Kalinyingrád) született 1690. március 18-án. 1725-ben lett a szentpétervári Birodalmi Akadémia matematikaprofesszora és történésze. 1728-tól Moszkvában élt II. Péter orosz cár nevelőjeként. 1742-től pedig mint az orosz külügyminisztérium munkatársa funkcionált. A nevét viselő sejtést 1742-ben fogalmazta meg.

## Munkássága
Goldbach fontos eredményeket ért el a görbeelméletben, a végtelen sorok és a differenciálegyenletek elméletében. Igen sokat levelezett a kor matematikusaival, köztük Gottfried Leibnizzel, Leonhard Eulerrel és Nicolaus Bernoullival (Jakob Bernoulli unokaöccse).
Legismertebb felfedezése a máig igazolatlan Goldbach-sejtés, melyet először Leonhard Euler svájci matematikushoz írt 1742-es levelében fogalmazott meg. Ebben azt állította, hogy minden páros pozitív egész szám előállítható két prímszám összegeként, illetve minden kettőnél nagyobb természetes szám három prímszám összegeként.
A teljes hatványokkal is foglalkozott, néhány sejtést be is bizonyított a területen, köztük a Goldbach–Euler-sejtést, mely kimondja, hogy 1/(p ‒ 1) a p teljes hatványokon értelmezve (1-et kivéve, és az ismétlődéseket kihagyva) 1-hez konvergál:
{\displaystyle \sum _{p}{\frac {1}{p-1}}={{\frac {1}{3}}+{\frac {1}{7}}+{\frac {1}{8}}+{\frac {1}{15}}+{\frac {1}{24}}+{\frac {1}{26}}+{\frac {1}{31}}}+\cdots =1.}
A sejtést Euler publikálta, 1737-ben „Variae observationes circa series infinitas” cím alatt, Goldbachnak tulajdonítva a szerzőséget.
Megmutatható, hogy az 1/p összeg is 1-hez konvergál, amennyiben p eleme a teljes hatványok halmazának, kivéve az 1-et, de az ismétlődéseket mindannyiszor megszámolva:
{\displaystyle \sum _{p}{\frac {1}{p}}=\sum _{m=2}^{\infty }\sum _{n=2}^{\infty }{\frac {1}{m^{n}}}=1.}
Számos hozzájárulást tett a matematikai analízis elméletéhez is.

## Fordítás
- Ez a szócikk részben vagy egészben a Christian Goldbach című angol Wikipédia-szócikk ezen változatának fordításán alapul.  Az eredeti cikk szerkesztőit annak laptörténete sorolja fel. Ez a jelzés csupán a megfogalmazás eredetét és a szerzői jogokat jelzi, nem szolgál a cikkben szereplő információk forrásmegjelöléseként.
- Ez a szócikk részben vagy egészben a Goldbach–Euler theorem című angol Wikipédia-szócikk ezen változatának fordításán alapul.  Az eredeti cikk szerkesztőit annak laptörténete sorolja fel. Ez a jelzés csupán a megfogalmazás eredetét és a szerzői jogokat jelzi, nem szolgál a cikkben szereplő információk forrásmegjelöléseként.